# دست‌نویس شاهزاده
دست‌نویس شاهزاده (ایتالیایی: Il manoscritto del Principe) یک فیلم زندگی‌نامه‌ای ایتالیایی به کارگردانی روبرتو آندو است که در سال ۲۰۰۰ منتشر شد.

## بازیگران
- میشل بوکه در نقش جوزپه تومازی دی لامپه دوزا
- ژَن مورو
- پائولو بریگویا
- لئوپولدو تریئسته
- لورن ترزیف
- ورونیکا لازار